# Samsung Galaxy M30
Il Samsung Galaxy M30 (noto come Galaxy A40s in Cina) è uno smartphone dual SIM di fascia media prodotto da Samsung in India, facente parte della serie Samsung Galaxy M.

## Caratteristiche tecniche

### Hardware
Il Galaxy M30 è uno smartphone con form factor di tipo slate, le cui dimensioni sono di 159 × 75,1 × 8,5 millimetri e pesa 174 grammi.
Il dispositivo è dotato di connettività GSM, HSPA, LTE, di Wi-Fi 802.11 a/b/g/n/ac dual-band con supporto a Wi-Fi Direct ed hotspot, di Bluetooth 5.0 con A2DP ed LE, di GPS con A-GPS, BDS e GLONASS e di radio FM RDS. Ha una porta microUSB 2.0 con connettore USB-C 1.0 ed un ingresso per jack audio da 3,5 mm.
Il Galaxy M30 è dotato di schermo touchscreen capacitivo da 6,4 pollici di diagonale, di tipo Super AMOLED con aspect ratio 19,5:9, bordi molto ridotti, angoli arrotondati e risoluzione full HD+ 1080 × 2340 pixel (densità di 403 pixel per pollice). Il frame laterale ed il retro sono in plastica.
La batteria ai polimeri di litio da 5000 mAh non è removibile dall'utente. Supporta la ricarica rapida a 15 watt.
Il chipset è un Exynos 7904. La memoria interna di tipo eMMC 5.1 è di 32 o 64 o 128 GB, mentre la RAM è di 3, 4 o 6 GB (in base al taglio scelto).
La fotocamera posteriore ha un sensore da 13 megapixel, uno grandangolare da 5 megapixel e uno di profondità da 5 megapixel (per effetti come il Bokeh), è dotata di autofocus, modalità HDR e flash LED, in grado di registrare al massimo video full HD a 30 fotogrammi al secondo, mentre la fotocamera anteriore ("incorniciata" nel notch a goccia) è da 16 megapixel, con HDR e registrazione video full HD a 30 fps.

### Software
Il sistema operativo è Android, in versione 8.1 Oreo, aggiornabile ufficialmente fino Android 10.
Ha l'interfaccia utente Samsung Experience 9.5, che con l'aggiornamento ad Android 9 Pie diventa One UI 1.1 e con il passaggio ad Android 10 diventa One UI 2.0 adottando per la prima volta la variante "Core" dell'interfaccia.

## Commercializzazione
Il dispositivo è stato immesso sul mercato a marzo 2019.

## Varianti

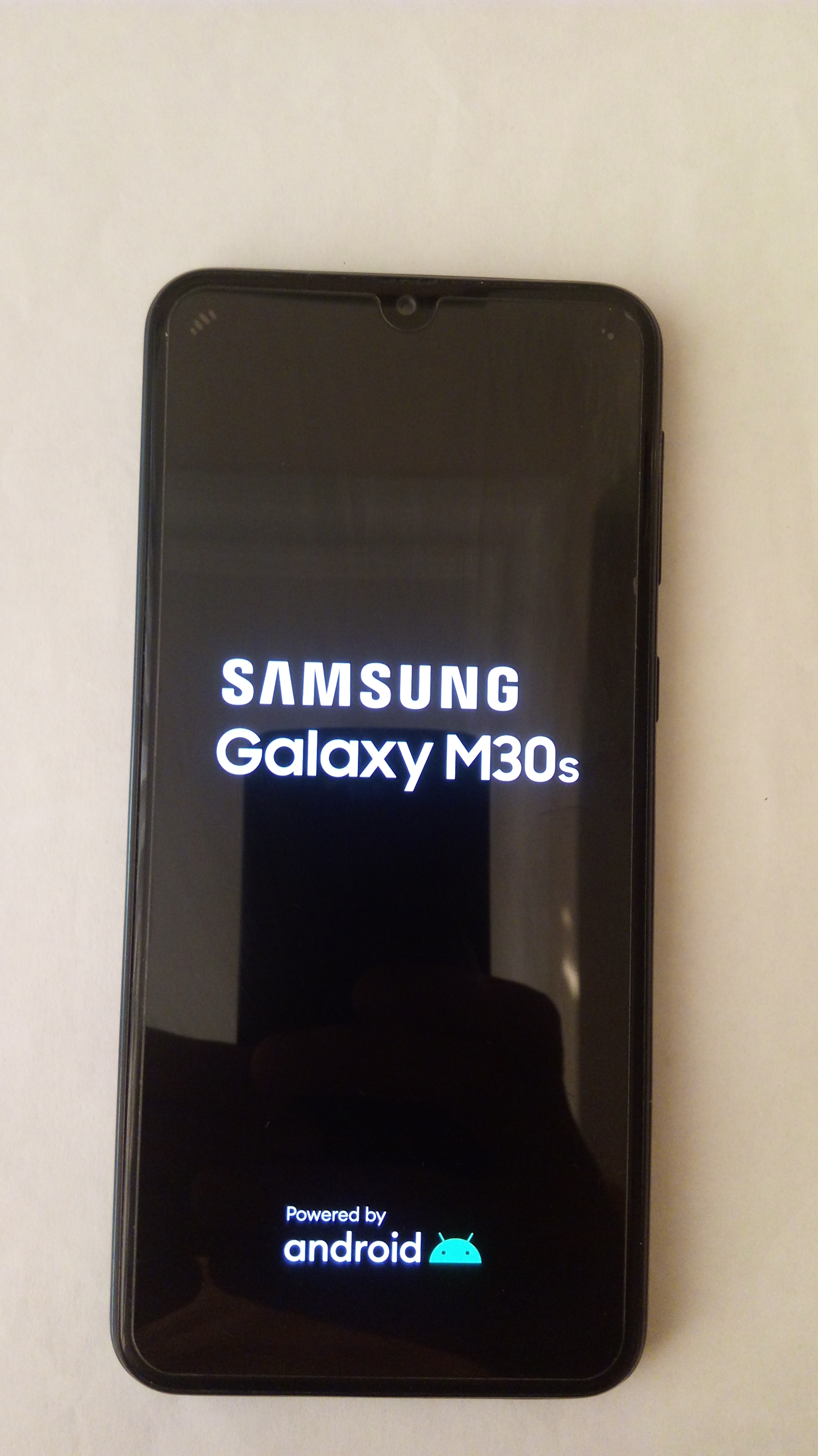
Samsung Galaxy M30s

### Galaxy M30s
Il Samsung Galaxy M30s è una variante di Galaxy M30 commercializzata a ottobre 2019. Differisce da M30 principalmente per la presenza di un chipset diverso (Exynos 9611), della memoria interna di tipo UFS 2.1 (anziché eMMC 5.1), di sensori della fotocamera posteriore da 48, 8 e 5 megapixel (con registrazione video 4K a 30 fps e stabilizzazione ottica) e di una batteria maggiorata (6000 mAh).
È stato immesso sul mercato con Android 9 Pie e One UI Core 1.5, successivamente è stato aggiornato ad Android 10 con One UI Core 2.0.
A partire dal mese di febbraio 2021 inizia a ricevere l’aggiornamento ad Android 11 con One UI Core 3.0, poi passata alla versione 3.1.